# Флорештський район
Флорештський район, або Флорешть (рум. Floreşti) — район у північно-східній Молдові. Адміністративний центр — Флорешти.

## Географія
Флорештський район має вигідне географічне положення, у зв'язку з розташуванням у північно-східній частині республіки, на перехресті багатьох транспортних артерій національного значення. На півночі межує з Сороцьким і Кам'янським районами, на заході з Дрокійським і Синжерейським районами, Шолданештським районом — на Сході, а також Теленештським районом на півдні. Територією району протікає річка Реут та її притоки — Кейнарь, Куболта, Кам'янка та Солонець, а вздовж східної межі тече повноводний Дністер.
Порівняно з іншими районами республіки, Флорешть є районом середнього розміру, який займає територію 1108.19 км², що становить 3,28 % площі Республіки Молдова.

## Демографія
Національний склад населення згідно з Переписом населення Молдови 2004 року.
| етнічна група       | кількість осіб | Частка, %  |
| ------------------- | -------------- | ---------- |
| молдовани румуни    | 75 797 433     | 84,79 0,48 |
| українці            | 8 023          | 8,98       |
| росіяни             | 4 633          | 5,18       |
| цигани              | 120            | 0,13       |
| ґаґаузи             | 45             | 0,05       |
| болгари             | 51             | 0,05       |
| поляки              | 29             | 0,03       |
| євреї               | 19             | 0,02       |
| інші національності | 239            | 0,27       |
| Всього              | 89 389         | 100        |